# Ken Robinson (auteur)
Pour les articles homonymes, voir Ken Robinson.
 (avril 2013).
Sir Kenneth Robinson, dit Ken Robinson (né le 4 mars 1950 à Liverpool et mort le 21 août 2020 à Londres,), est un auteur, orateur et expert britannique en éducation connu pour ses interventions en faveur du développement de la créativité et de l’innovation.
Il a été directeur du projet Art in Schools (de 1985 à 1989), professeur d’art à l’université de Warwick (1989-2001) avant d’être fait chevalier par la reine Élisabeth II en 2003 pour services rendus à l’éducation.

## Biographie

### Enfance et éducation
Né à Liverpool, Ken Robinson est l’un des sept enfants d’une famille ouvrière. Après un accident de travail, son père devient tétraplégique. À l’âge de 4 ans, Robinson contracte la polio.
Il suit l’enseignement de la Liverpool Collegiate School (1961-1963), de la Wade Deacon Grammar School  dans le Cheshire (1963-1968). Il étudie ensuite l’anglais et le théâtre à l’Université de Leeds (1968-1972) et achève sa carrière universitaire en 1981, à l’Université de Londres en s’intéressant à l’impact du théâtre dans l’éducation.

### Carrière
De 1985 à 1989, Ken Robinson est directeur du projet Arts in Schools ; une façon pour lui de développer l’enseignement des arts à travers l’Angleterre et le Pays de Galles.
Entièrement réalisé sur le net, ce projet a réuni plus de 2 000 professeurs, artistes, administrateurs autour de 300 initiatives et a influencé le programme scolaire britannique.
Parallèlement, Ken Robinson obtint la chaire Artswork (organisme  national pour le développement des arts pour la jeunesse). Il a travaillé également comme conseiller de l’Académie des Arts du Spectacle de Hong Kong.
Pendant douze ans, il a aussi été professeur d'éducation artistique à l’Université de  Warwick.
Il a reçu de nombreux titres honorifiques de l’École de Design de Rhode Island, du Regling College des arts et design, de l’Open University, de l’École de théâtre, de l’Université de Birmingham et de l’Institut des arts du spectacle de Liverpool.
Il a reçu également l’Athena Award de l'École de design de Rhode Island pour ses services en faveur des arts et de l’éducation, la Peabody Medal pour sa contribution aux arts et à la culture des États-Unis, le prix LEGO pour sa réussite internationale en matière d’éducation, la médaille Benjamin Franklin de la Société royale des arts pour ses contributions remarquables en relations culturelles entre le Royaume-Uni et les États-Unis.
En 1998, il a dirigé une enquête anglaise sur la créativité, l’éducation et l’économie. Son rapport nommé All Our Futures : Creativity, Culture, and Education a eu une très grande influence dans le domaine. Le Times écrit  alors : « Ce rapport a mis en lumière certains des problèmes les plus importants auxquels fait face l’économie du XXIe siècle. Ce rapport devrait entraîner chaque directeur des ressources humaines et chaque PDG à taper des poings sur la table en demandant de nouvelles actions dans le domaine. »
En 2003, il est fait chevalier par la Reine Élisabeth II pour services rendus à l’éducation.
En 2005, il est reconnu comme étant une des  personnalités qui comptent par le Times/ Fortune et de CNN.
Il propose des conférences sur les défis créatifs, culturels dans le domaine du business et de l’économie.
Il est aussi connu pour sa participation en tant qu’orateur aux conférences TED (Technology, Entertainment et Design), au cours desquelles il a donné plusieurs conférences sur le  rôle de la créativité dans l’éducation.

## Ses idées à propos de l'éducation
Selon Ken Robinson, pour fédérer et réussir, l'éducation doit s'améliorer sur trois plans. Elle devrait :
1. Encourager à la diversité en proposant un large programme et encourager la personnalisation des méthodes d'apprentissage.
2. Inciter à la curiosité grâce à des cours inventifs enseignés par des professeurs ayant bénéficié d'une formation de qualité.
3. Se concentrer sur l'éveil de la créativité via des alternatives didactiques qui ne mettent pas autant l'accent sur des tests standardisés.

Ainsi, la responsabilité de définir le cadre de l'éducation reviendrait aux écoles et à leurs enseignants.
Ken Robinson croit qu'une majeure partie du système scolaire actuel aux États-Unis incite à la conformité, la complaisance et l'homogénéisation plutôt que d'inciter des initiatives d'apprentissage créatives. Robinson souligne que nous ne pouvons réussir que si nous reconnaissons que l'éducation est un système organique et non un système linéaire et standardisé. Il ajoute que l''éducation standardisée serait l'équivalent du "fast-food" et qu'une éducation créative et organique correspondrait aux restaurants Michelin.

## Critiques
Des blogueurs anglophones ont déclaré que Ken Robinson « a exercé une influence extrêmement corrosive et destructive sur l'éducation tout en ne contribuant presque en rien à son amélioration », qu'« une analyse approfondie de son point de vue montre qu'il croit que les étudiants sont incapables d'avoir des idées par eux-mêmes et sont incapables d'agir indépendamment de leurs professeurs ou d'être tenus responsables de leur propre succès ». « Les idées de Sir Robinson sont incroyablement séduisantes, mais elles sont fausses, spectaculaires et glorieusement fausses ». Dans le Times Educational Supplement William Stewart écrivait : « les enseignants d'abord éblouis par ses conférences ont par la suite émis leurs commentaires vis-à-vis de ces boutades et cette vision qui ne contribuent à rien de concret qu'ils pourraient utiliser dans leurs salles de classe. » Robinson a répondu à ces critiques dans son livre publié en 2015 Creative Schools: The Grassroots Revolution That's Transforming Education en encourageant la critique à aller au-delà de sa conférence TED de 18 minutes et à lire ses nombreux livres et articles traitant de l'Education dans lesquels il établit des plans pour accomplir sa vision.

## Ecrits
Learning Through Drama: Report of the Schools Council Drama Teaching (1977) fut le résultat d'un projet national s'étalant sur trois ans pour le compte du Conseil des écoles du Royaume-Uni. Ken Robinson a été le principal auteur de The Arts in Schools: Principles, Practice, and Provision (1982) désormais devenu un ouvrage de référence sur les arts et l'éducation à l'international. Il a édité The Arts and Higher Education, (1984), et co-écrit The Arts in Further Education (1986), Arts Education in Europe, et Facing the Future: The Arts and Education in Hong Kong (1998).
Son livre publié en 2001, Out of Our Minds: Learning to be Creative (Wiley-Capstone), fut décrit par le magazine Director comme "une remarquable et éclairante analyse des raisons pour lesquelles nous ne recevons pas le meilleur des gens lorsqu'ils sont sanctionnés. John Cleese a déclaré à ce sujet :"Ken Robinson écrit avec brio sur les différentes façons dont la créativité est sous-évaluée et ignorée dans la culture occidentale et surtout dans nos systèmes éducatifs.".
L’Élément : Quand trouver sa voie peut tout changer ! (2013) fut édité en 2013 par les Éditions PlayBac. L'Element fait ici référence à l'expérience ressentie lorsque nos talents personnels rencontrent nos passions. il soutient qu'en vivant cette rencontre nous nous sentons davantage en harmonie avec nous-même, davantage inspiré et davantage poussé à donner le meilleur de nous-même. Afin d'enquêter sur ce paradigme du succès, ce livre brosse les histoires d'artistes talentueux qui ont trouvé leur Element, tel que Paul McCartney, le créateur des Simpsons Matt Groening, Meg Ryan et le physicien Richard Feynman.

## Récompenses
Médaille de l'éducation Joy Tivy en 2019, par la Royal Scottish Geographical Society, pour « un enseignement exemplaire, exceptionnel et inspirant, une politique éducative ou un travail dans des espaces éducatifs formels et informels ».

## Œuvres

### Publications originales
- 1977 : Learning Through Drama: Report of The Schools Council Drama Teaching Project with Lynn McGregor and Maggie Tate
- 1980 : Exploring Theatre and Education
- 1982 : The Arts in Schools: Principles, Practice, and Provision
- 1984 : The Arts and Higher Education
- 1986 : The Arts in Further Education
- 1988 : Facing the Future: The Arts and Education in Hong Kong
- 1998 : All Our Futures: Creativity, Culture, and Education
- 2001 : Out of Our Minds: Learning to Be Creative
- 2009 : The Element : How finding your passion changes everything
- 2013 : Finding your Element : How to discover your passions and talents and transform your life
- 2015 : Creative schools : The grassroots revolution that's transforming education
- 2019 : "You, Your Child, and School: Navigate Your Way to the Best Education"

### Traductions en français
- L'Élément : Quand trouver sa voie peut tout changer ! [« The Element: How Finding Your Passion Changes Everything »]  (trad. de l'anglais), Paris, PlayBac, 2013, 326 p. (ISBN 978-2-8096-4972-7)
- Trouver son élément : Comment découvrir ses talents et ses passions pour transformer sa vie ? [« Finding Your Element: How To Discover Your Talents and Passions and Transform Your Life »], PlayBac, 2015, 336 p. (ISBN 978-2-8096-5244-4)
- Changez l'école ! : La révolution qui va transformer l'éducation [« Creative Schools: The Grassroots Revolution That's Transforming Education »]  (trad. de l'anglais), Paris, PlayBac, 2017, 464 p. (ISBN 978-2-8096-5776-0)